# Fonamentalisme cristià
El fonamentalisme cristià, és el moviment ultraconservador sorgit entre els cristians evangèlics protestants als Estats Units, a finals del segle xix a conseqüència de les teories de l'Alta Crítica Alemanya i el liberalisme teològic. Es caracteritzen en general en estipular: la Infal·libilitat de la Bíblia i la seva historicitat plena, la creació en una setmana literal (rebuig de la Teoria de l'Evolució), la independència de l'Església de l'estat, el naixement virginal de Jesús, el Rapte dels creients amb la segona vinguda de Crist amb el Mil·lenni.

## Caracterització del fonamentalisme cristià
El fonamentalisme cristià, segons Ildefonso Murillo, compliria les següents característiques:
- El fonamentalisme cristià és bàsicament la interpretació literal de la Bíblia.
- Rebutja l'aportació del científic.
- És la dogmatització de la concepció cristiana.
- El cristianisme en el fons és tradició. No és tradicionalisme quan s'idolatra el cristianisme.
- El fonamentalisme també està al Cristianisme. Exemple: sostenir que la creació es va donar tal com està anunciada en el Gènesi.
- Per als que defensen la lletra de la Bíblia: Creació i evolució són incompatibles.
- El fonamentalisme bloqueja el diàleg (també el cientisme).

## Origen i història
El fonamentalisme cristià es remunta als primers colonitzadors de Boston i Nova Anglaterra, arribats a partir de 1620, i als quals es coneix com els Pelegrins. Venien d'Anglaterra i Holanda, fugint de nacions on se'ls perseguia per les seves creences religioses.
Una part dels fonamentalistes es caracteritza actualment per un suport decidit a la política conservadora, especialment dels Estats Units. Si bé doctrinalment rebutgen radicalment el catolicisme, comunament convergeixen en la pràctica política, amb els catòlics.
Per a Hans Küng el primer article de l'anomenat "Niagara Creed" de la conferència Bíblica de Niàgara de 1878, es va formular anticipant-se a tot el moviment fonamentalista cristià:
| « | "Creiem que la totalitat de l'Escriptura està donada mitjançant la inspiració de Déu" | » |

### Els Fonaments - Església Presbiteriana dels EUA
Es pot datar l'inici de l'ús de «fonamentalista» a la fi de la dècada del 1910, després de l'enunciació en 1910 per part de l'Assemblea General de l'Església Presbiteriana dels EUA dels Cinc Fonaments (o fonamentals) necessaris i essencials de la fe cristiana. Això va venir arran d'una disputa l'any anterior sobre si s'havia ordenar sacerdots a un grup de novicis que es negaven a afirmar el naixement de Crist del cos d'una verge. Els Fonaments escollits van ser, doncs:
- La inspiració de la Bíblia per l'Esperit Sant i la infal·libilitat de les Escriptures com a resultat d'aquesta inspiració.
- El naixement de Crist del si d'una verge.
- La creença que la mort de Jesucrist va ser una mort vicària.
- La resurrecció en cos de Jesús.
- La realitat històrica dels miracles de Jesucrist.

Seguint aquestes pautes és obvi que hi ha moltes idees que avui s'assignarien immediatament a un fonamentalista i que, no obstant això, estan absents de la declaració de la qual prenen el nom. Per exemple, no es dona sempre que qui afirma la infal·libilitat de la Bíblia argumenti també a favor d'una interpretació literal d'aquesta. De fet, els corrents 'literalistes' tenen unes arrels molt més profundes que el fonamentalisme i es remunten a les discussions d'abans sobre si la Bíblia es pot traduir, etc.

### Baptistes fonamentalistes
Actualment aquest corrent "Fonamentalista" (no confondre el terme teològic amb l'ús que d'aquesta expressió es fa recentment) és considerat el més influent i de major creixement als Estats Units i altres països amb forta presència baptista. No és una denominació com a tal dins de les esglésies baptistes, sinó una reacció conservadora al modernisme i a la relaxació dels costums dins i fora de l'Església.
Els fonamentalistes es distingeixen pel seu conservadorisme en qüestions polítiques, socials (rebuig de l'avortament, l'homosexualitat, el divorci, etc.) I religioses (practiquen l'anomenada "separació Bíblica" i rebutgen la unió o l'ecumenisme amb altres esglésies que no estigui basat en la fidelitat a les Escriptures).
Segons la definició donada al Congrés Mundial de Fonamentalistes de principis de 1920, un fonamentalista és un creient "nascut de nou" en el Senyor Jesucrist que:
- Considera la Bíblia com l'Única, Inerrant, Infal·lible i Verbalment inspirada Paraula de Déu.
- Creu literalment en tot el que la Bíblia diu (i d'aquí vé el rebuig de l'evolucionisme).
- Jutja totes les coses a la Llum de l'Escriptura (la Bíblia) i és únicament jutjat per l'Escriptura.
- Creu en les veritats fonamentals de la fe cristiana històrica: La Trinitat, l'Encarnació, el naixement virginal de Crist, la mort vicària de Crist, la resurrecció corporal de Crist, la seva ascensió al Cel i la seva Segona Vinguda, el Nou Naixement mitjançant la regeneració de l'Esperit Sant, la Resurrecció dels sants per a vida eterna i la dels impius per judici final i càstig etern a l'infern, la comunió amb els sants, els quals són el Cos de Crist.
- Fidelitat pràctica a la fe cristiana en la vida quotidiana, en el treball, família i la societat, i obstinació a predicar a tota criatura de paraula i amb l'exemple.
- Denúncia i separació de tota negació eclesiàstica d'aquesta fe, de tot compromís amb l'error i tota contemporització amb el món i de tota apostasia de la Veritat.
- Lluita ardentment per la fe que va ser donada una vegada als sants.

Recentment, a causa del mal ús que els mitjans han donat al terme "fonamentalisme" (d'encuny cristià conservador) els baptistes fonamentalistes han començat a anomenar-se a si mateixos: "Conservadors", "Fonamentals" o "Esglésies Bíbliques".

## Fonamentalisme cristià al Segle XX i Segle XXI
En general el terme fonamentalisme es fa servir per referir-se a posicions radicals i conservadores dins de qualsevol ideologia o religió que en alguns casos poden arribar a adoptar accions armades i terroristes. El fonamentalisme pot referir-se tant a fonamentalismes religiosos (fonamentalisme islàmic, fonamentalisme cristià, fonamentalisme jueu) com a altres ideologies com passa en l'anomenat fonamentalisme de mercat. Habitualment la construcció d'un passat històric mitificat i esbiaixat contribueix a rellançar visions enfrontades d'arrel religiosa que justificarien comportaments radicals i accions terroristes (Atemptats de l'11 de setembre de 2001, Atemptats de l'11 de març de 2004, Atemptats de Noruega de 2011).
Des de finals del segle xx i durant el Segle XXI es fa referència al fonamentalisme cristià quan, des de posicions d'arrel cristiana, es defensen postures radicals i conservadores que per si mateixes justificarien la violació o incompliment d'altres normes civils de rang nacional o internacional que estiguessin en contra d'aquests principis arribant, a vegades, a promoure l'acció violenta per a la defensa d'aquests principis. En aquest sentit no es diferencia de cap altre tipus de fonamentalisme. Els fonamentalismes es retroalimenten en negar-se mútuament i provocarien enfrontaments indesitjats - guerres de religió, xoc de civilitzacions, guerra contra el terror-